# Pamphilius marginatus
Pamphilius marginatus är en stekelart som först beskrevs av Audinet-serville 1823.  Pamphilius marginatus ingår i släktet Pamphilius, och familjen spinnarsteklar. Arten är reproducerande i Sverige.